# Natuurreservaat Endla
Het Natuurreservaat Endla (Ests: Endla looduskaitseala) is een natuurreservaat in centraal Estland. Het ligt in de provincies Järvamaa, Jõgevamaa en Lääne-Virumaa. het gebied heeft een oppervlakte van 101,1 vierkante kilometer.
Het Natuurreservaat Endla beschermt een zoetwatersysteem van moerassen, bronnen en beekjes, die uiteindelijk ontwateren via de rivier de Põltsamaa. De flora wordt gedomineerd door dennenstruiken en rietvelden. Verschillende bedreigde soorten orchideeën zijn te vinden in het natuurgebied. Zeldzame of bedreigde vogels gebruiken het gebied ook als broedplaats. Faciliteiten voor bezoekers zijn onder andere een bezoekerscentrum, torens om vogels te kijken en natuurpaden.

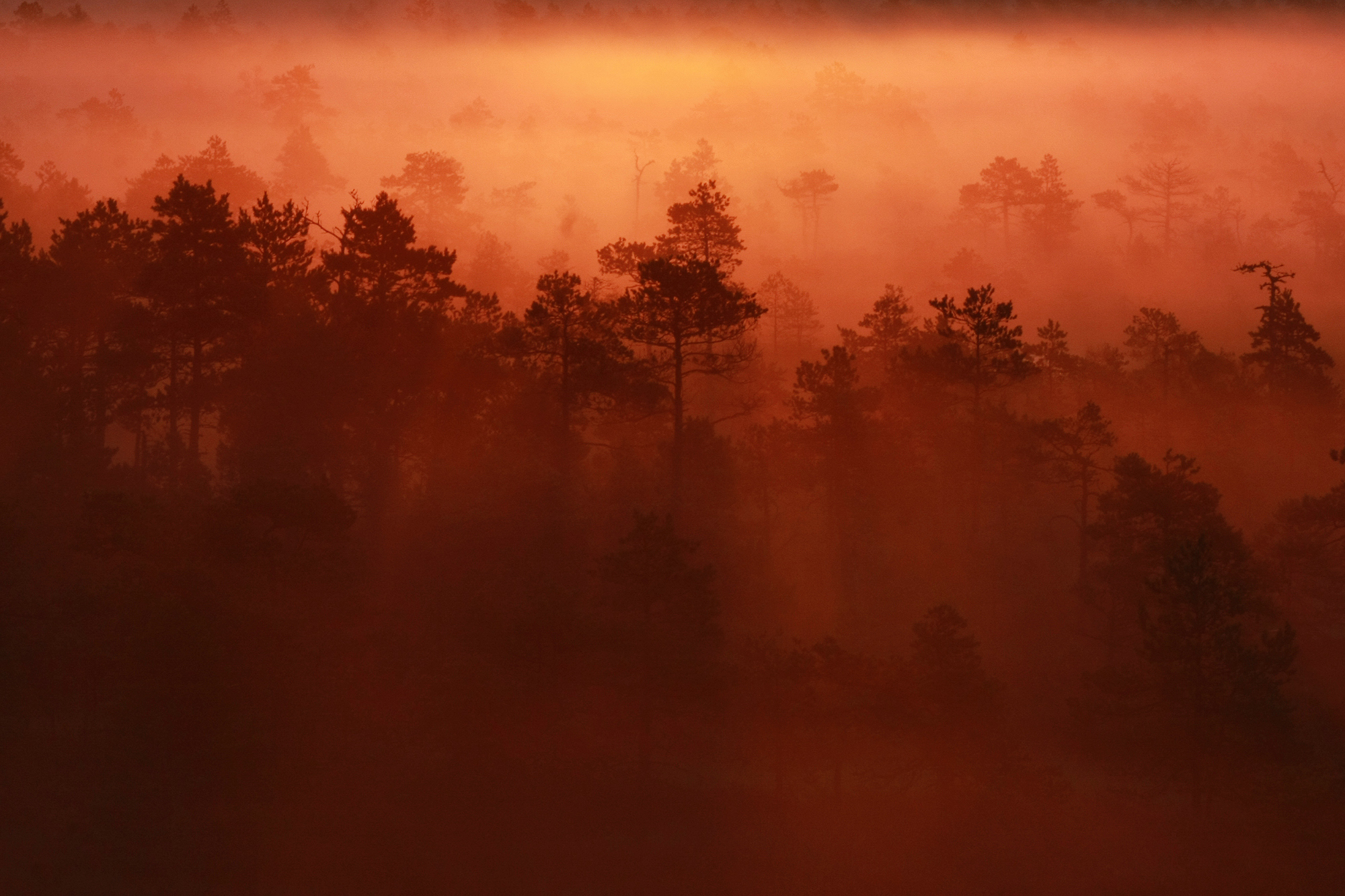
Männikjärve
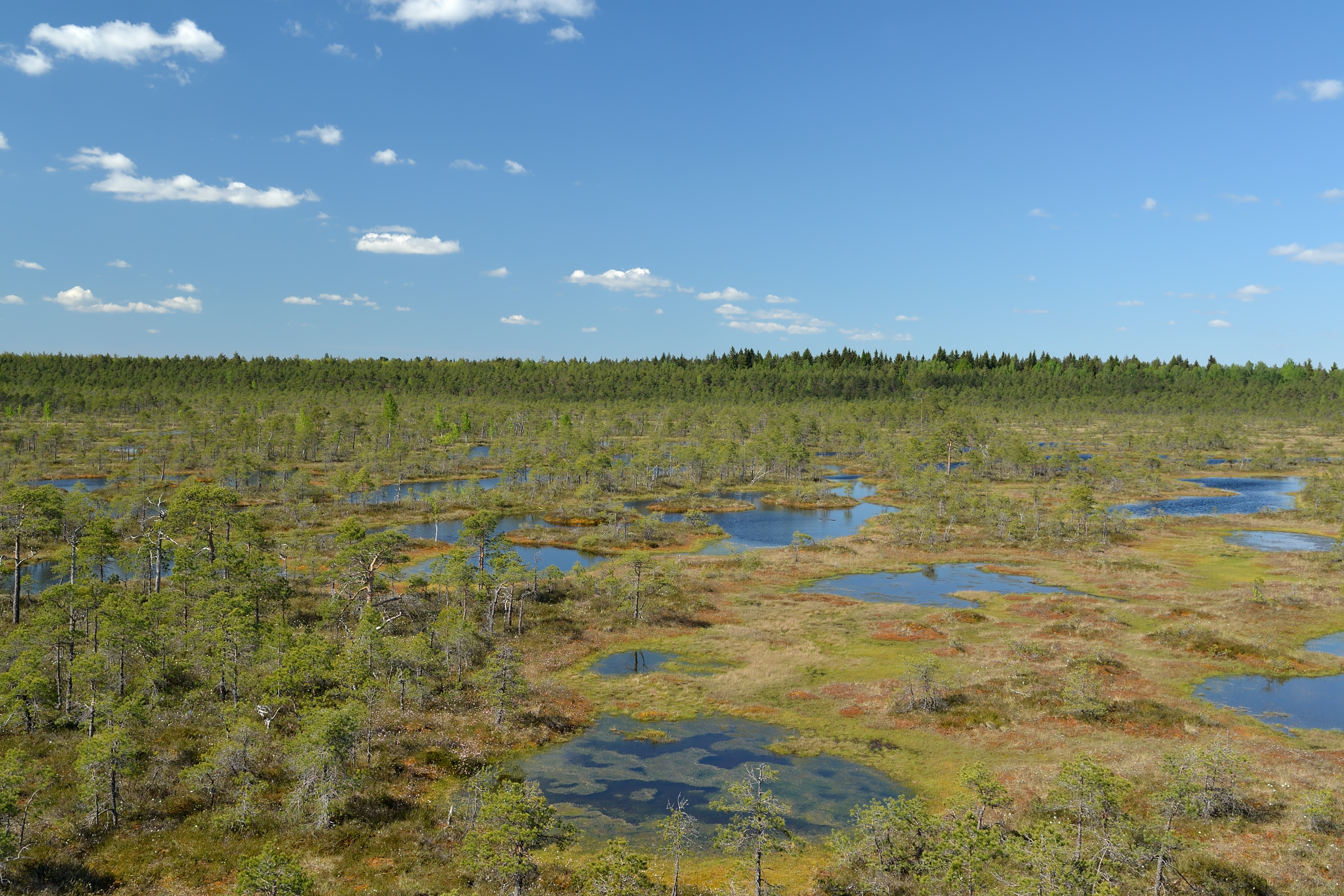
Männikjärve
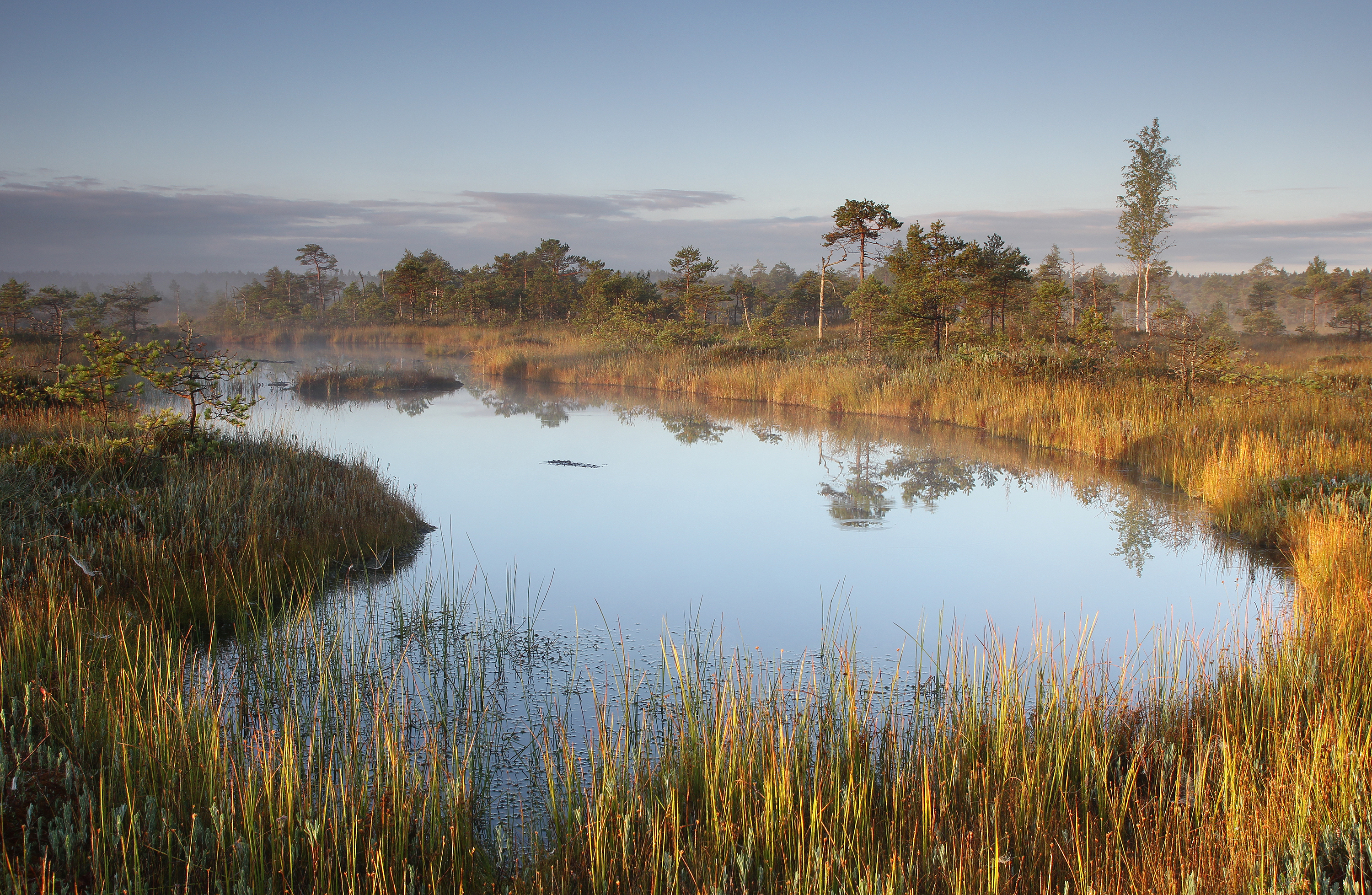
Vroege ochtend
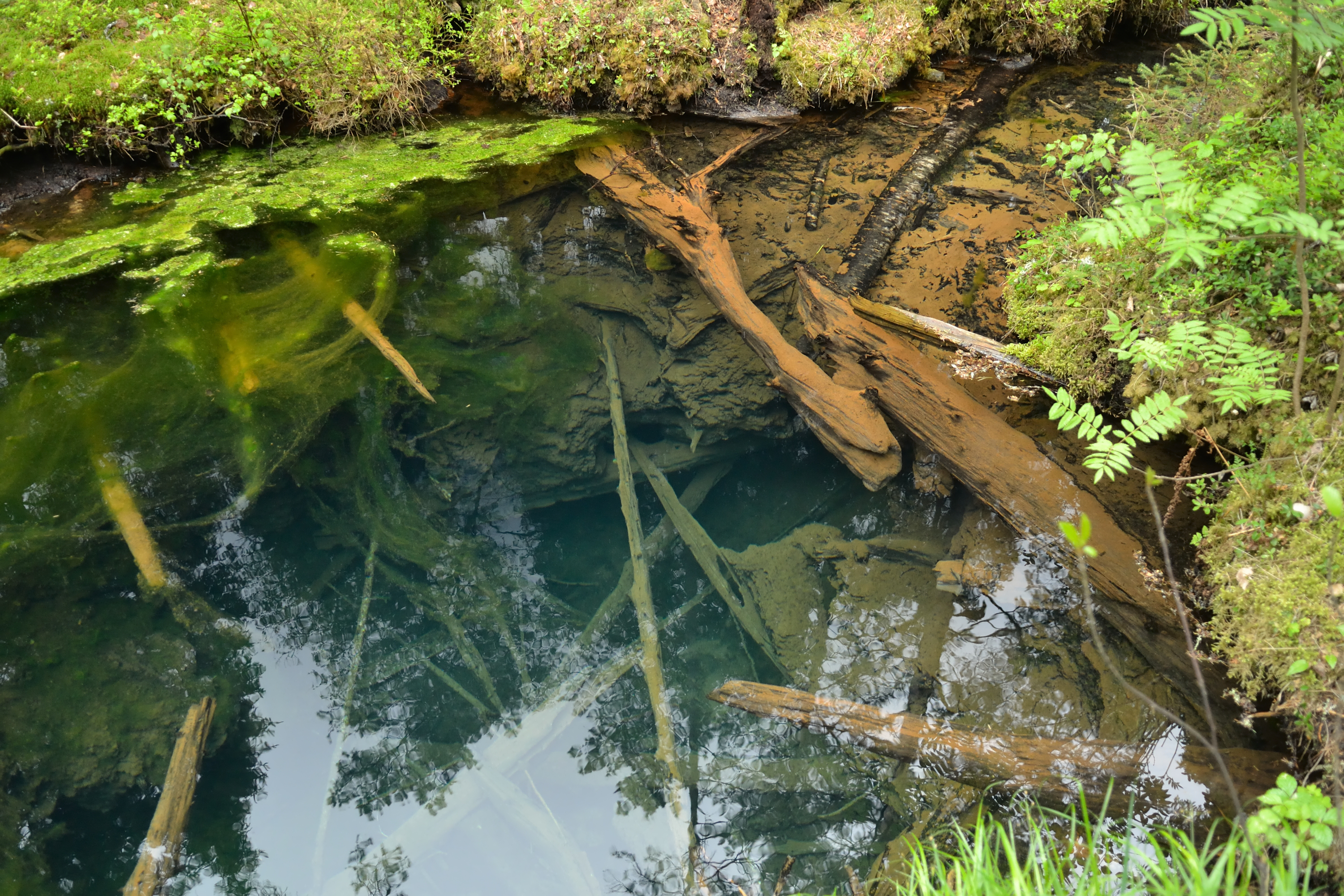
Sopabron
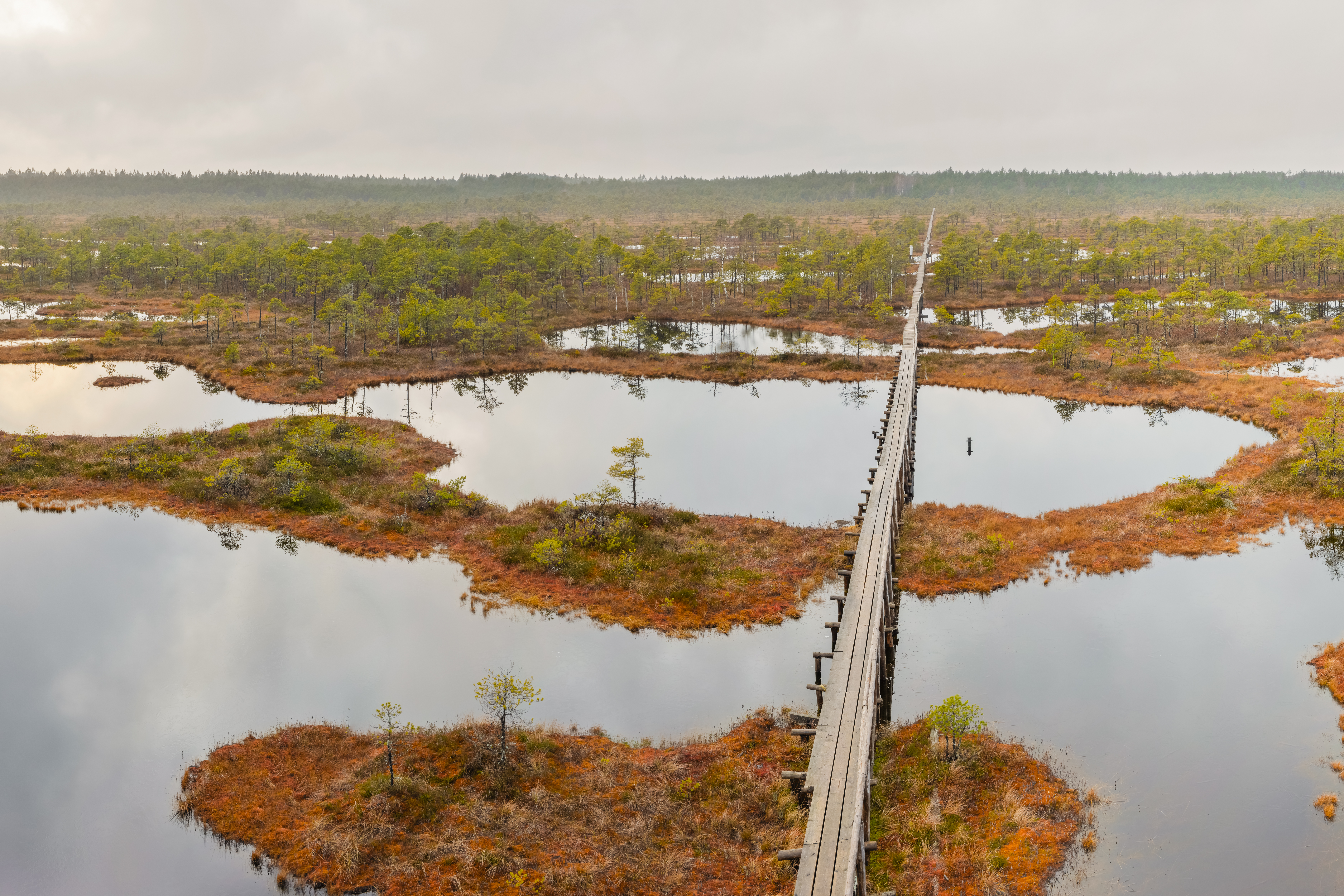
Uitzicht vanaf de uitkijktoren